# E hu cun
E hu cun – hongkoński film akcji z 1974 roku w reżyserii Ping Wanga i Yueh Fenga.
Film zarobił 167 056 dolarów hongkońskich w Hongkongu.

## Obsada
Źródło: Filmweb

- Chan Shen – Mistrz Jin
- Pei-pei Shu – Chiu Ku-niang
- Tien Hsi Tang – Ba Long Er
- Li Tung – młody mistrz Ba Jie
- Han Chen Wang
- Hsieh Wang
- You-Hao Wang
- Wei Wu
- Karen Yeh
- Elliot Ngok – Luo Hong Xun
- Lung Chiang
- Chun Erh
- Yen Fu
- Kang Ho
- Chung-Hsin Huang
- Wei Lieh Lan
- Min-Lang Li
- Chung Shan Man
- Chin-lai Sung
- Ti Tang
- Ying Tan
- Lin Tung
- Jackie Chan (niewymieniony w czołówce)